# Forty Thieves (pandilla de Nueva York)
Los  'cuarenta ladrones'  - probablemente el nombre de Ali Baba y los cuarenta ladrones - fue la primera pandilla organizada en la historia de Nueva York. Principalmente consiste en inmigrantes  irlandeses, que aterrorizaron a la intersección  Five Points  en Nueva York, Nueva York.
Originalmente basado en Lower East Side, se formaron los cuarenta ladrones de Nueva York a principios de los años 1820 por Edward Coleman. Inicialmente se formó a rebelarse en contra de su estatus social bajo, pero los miembros de pronto se convirtió en el crimen para aliviar su frustración. Esta banda surgió debido a los prejuicios y la distinción de clases. Tales condiciones sociales eran evidentes en el área de Five Points de Nueva York en la década de 1820. Canal Street, el Bowery, Broadway y la calle Mulberry bordeadas esta área, que era una barriada infestada de mosquitos y enfermedades. Reunidos en un  Centre Street supermercado propiedad de Rosanna compañeros, los miembros se les asignan tareas y emitieron cuotas estrictas sobre la participación de la banda de las actividades ilegales. El sistema de cuotas ha demostrado una gran motivación entre los veteranos que compiten contra los miembros más jóvenes que buscan tomar posiciones de los miembros de más edad. Sin embargo, en el largo plazo la pandilla fue incapaz de mantener la disciplina interna a principios de Nueva York, y en 1850 la banda se había disuelto y sus miembros se unen las pandillas más grandes o que salen por su cuenta. De la violencia a los altos índices de criminalidad, Five Points carecían desesperadamente la ayuda de apoyo del gobierno. Los cuarenta ladrones vieron esto como una oportunidad económica, ya que establecieron relaciones con Tammany Hall. Esta burocracia corrupta proporcionado servicios comunitarios a cambio de dinero y el apoyo de sus residentes para financiar sus agendas corruptas. Los juveniles pequeños cuarenta ladrones, una banda aprendiz de los originales cuarenta ladrones, serían durar más que sus mentores, sin dejar de cometer actividades ilegales a lo largo de la década de 1850 antes de finalmente unirse a las pandillas callejeras más tarde después de la Guerra Civil Americana en 1865
- Datos: Q2746285